# Bab al-Azizia
Bab al-Azizia (arabiska: باب العزيزية, "Strålande Porten", är en militär garnison belägen i den libyska huvudstaden Tripolis södra förorter. Den användes som högkvarter av den libyske diktatorn Muammar al-Gaddafi.